# Hundertmorgen (Reinheim)
Hundertmorgen ist ein Weiler des zur Stadt Reinheim gehörenden Ortsteils Ueberau im südhessischen Landkreis Darmstadt-Dieburg. Die Siedlung wird von den Einheimischen im Dialekt Die Hunnertmoje genannt.

## Lage

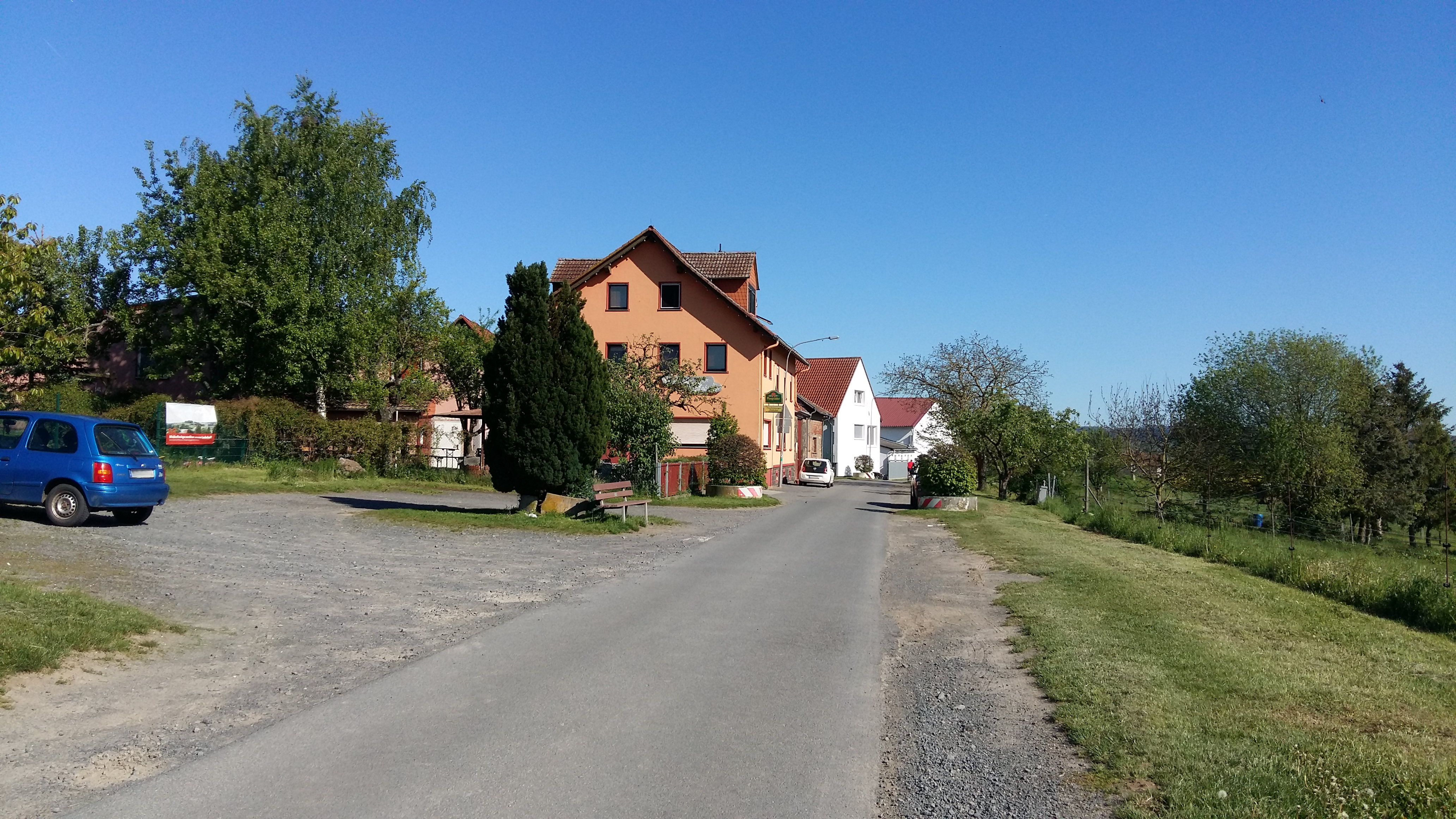
Der Weiler Hundertmorgen

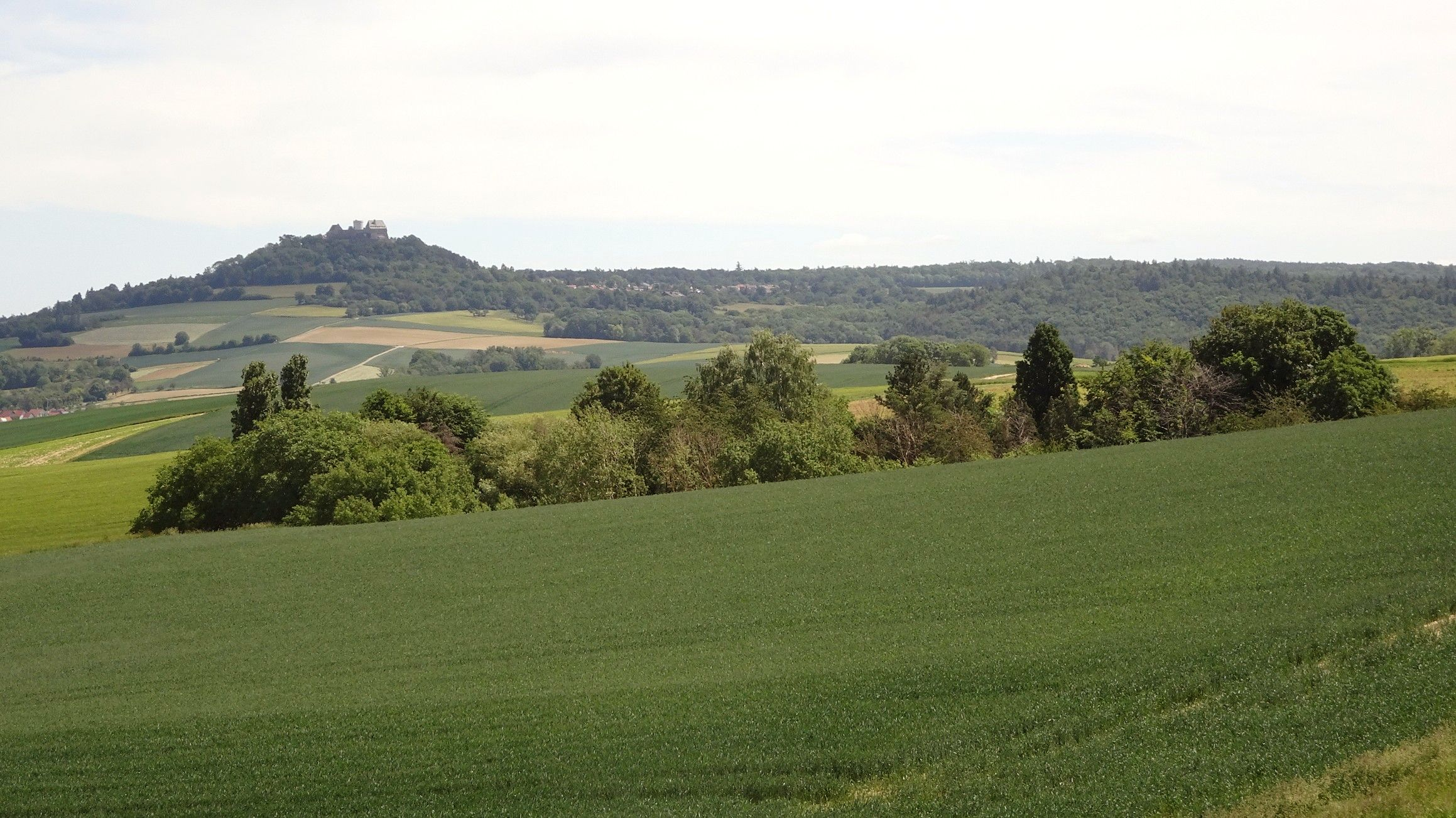
Blick vom Höhenrücken, auf dem der Weiler liegt, über das Semmetal Richtung Veste Otzberg nach Osten

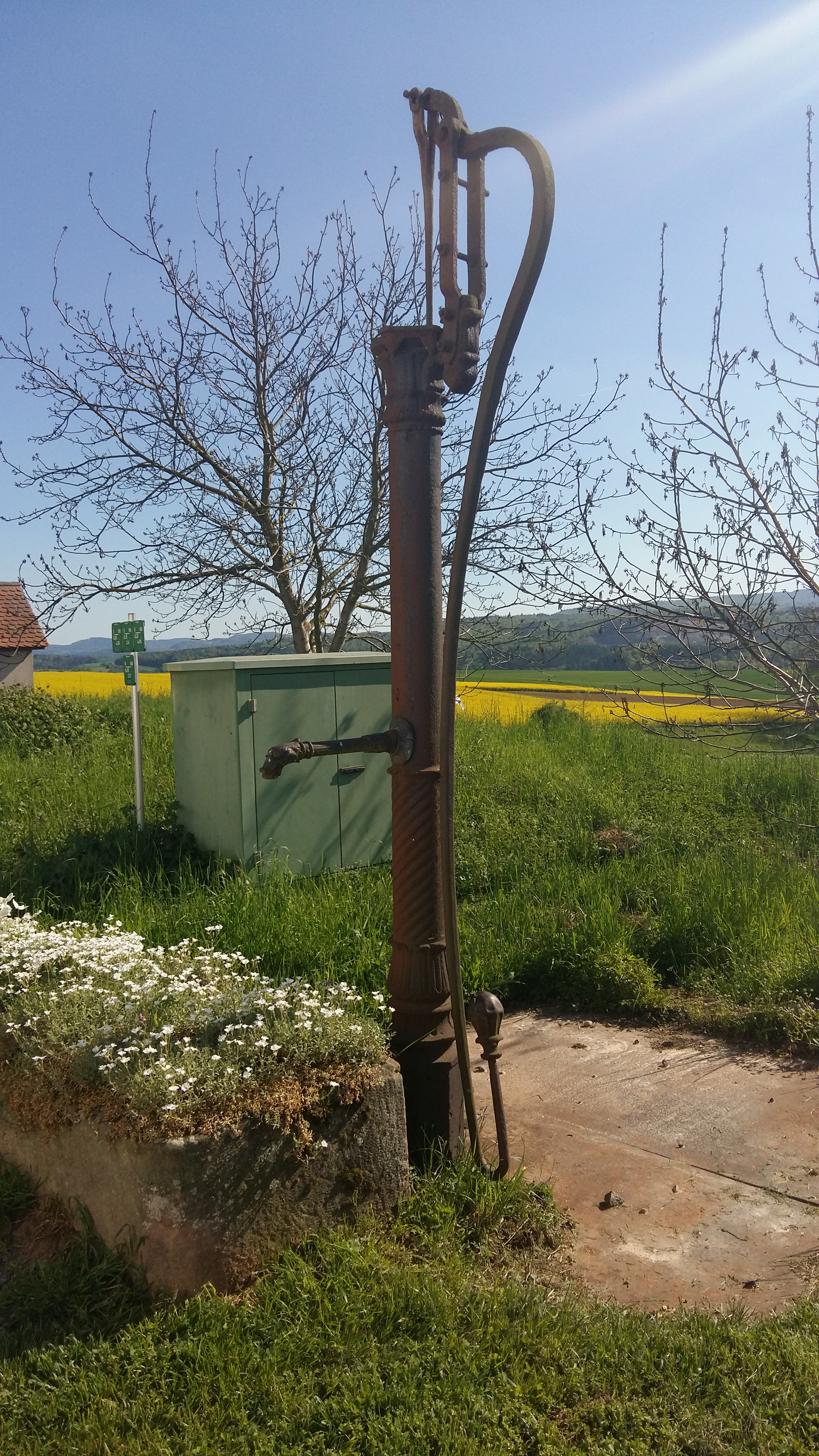
Das Kulturdenkmal im Weiler: Handschwengelpumpe aus der Zeit um 1900

Der Weiler liegt am südöstlichsten Ende der Gemarkung von Ueberau auf einem Höhenrücken des Reinheimer Hügellands, Untereinheit Südlicher Reinheimer Buckel, der hier die beiden nach Norden fließenden Täler der Gersprenz und der Semme trennt.
Im Uhrzeigersinn liegen um die Siedlung im Osten Ober-Klingen im Süden der Weiler Hippelsbach und der Kohlbacher Hof, westlich über die Gersprenz Groß-Bieberau und nordnordwestlich der Reinheimer Stadtteil Ueberau. Geologisch interessant befindet sich hier ein rötliches Zechstein-Dolomit-Vorkommen zwischen dem Odenwald-Sandstein. Hundertmorgen ist nahezu komplett von landwirtschaftlicher Nutzfläche umgeben, die die guten Löss-Böden nutzt.
Nach Westen und Osten gehen mehrere unbewaldete und bewaldete Löss-Schluchten vom Höhenrücken um Hundertmorgen ab, die am nächsten liegenden sind im Südosten die Mordkaute und im Nordosten die Kargenhölle, die als flächenhafte Naturdenkmale ausgewiesen sind.

## Geschichte
Wie Hippelsbach wurde der Siedlungsplatz erst nach dem Dreißigjährigen Krieg und den Pestzeiten in Südhessen besiedelt. Durch den hohen Rückgang der Bevölkerungszahl waren viele herrschaftliche und zehntpflichtige Fluren ungenutzt und bewaldeten sich allmählich wieder. Für eine Neunutzung als landwirtschaftliche Nutzfläche und um lange Anfahrtszeiten aus den über 1,2 km entfernten Gemeinden zu umgehen, wurden neue Höfe gegründet; so auch die Hippelsbach und Hundert Morgen.
Angeblich soll der Hundertmorgen einst der Familie Mosbach von Lindenfels gehört haben. Ebenso soll eine Wallfahrtsstraße vom Gersprenztal über Hundertmorgen, Ueberau, am Reinheimer Teich vorbei, über Klein-Zimmern nach Dieburg geführt haben.
Die erste schriftliche Erwähnung als 100 Morgen auf dem Heydes stammt aus dem Jahr 1710. Der Name rührt vermutlich von der ursprünglichen Größe des mittelalterlichen Lehens her, das eine Fläche von nahezu Hundert Morgen umfasste. Der Weiler umfasst heute etwa ein Dutzend Gebäude, die in drei Gehöftgruppen östlich der Straße gruppiert sind.
1831 wurden die Willich genannt von Pöllnitz, am 6. Februar 1810 nobilitiert mit der Erhebung in den Großherzoglich Hessischen Adelsstand, neben ihren Gütern in Reinheim und Illbach, auch mit dem Gut in Ueberau und Hundertmorgen (97 3/4 Morgen) belehnt. Zusammen besaßen sie damit in und um Reinheim 1642 Morgen Landbesitz. 1842 wurden die vier Söhne damit erneut belehnt, 1849 wurde auch Hundertmorgen freies Eigentum.
Der heutige Weiler wurde 1845 noch als einzelner Hof bezeichnet und hatte 9 Einwohner. Er war der evangelischen Pfarrei Ueberau zugehörig und wie der Ort Ueberau Teil des Großherzogtums Hessen, Provinz Starkenburg, Kreis Dieburg. Zuständiges Gericht war das Landgericht Lichtenberg. 1927 hatte der Weiler 27 Einwohner.
Im Weiler befindet sich eine um 1900 errichtete gusseiserne Handschwengelpumpe mit einem sehr schlanken, verzierten Pumpenkörper und einem erhaltenen Brunnentrog aus Sandstein der aufgrund der Bedeutung für die ehemalige dörfliche Wasserversorgung aus ortsgeschichtlichen Gründen als hessisches Kulturdenkmal ausgewiesen ist. Um 1950 war noch ein kleines rundes gemauertes Brunnenhaus im Weiler vorhanden.

## Verkehr und Infrastruktur
Hundertmorgen ist von Ueberau aus Norden über die Brensbacher Straße und von der B 38 aus Südwesten über den Kühlen Grund und Hippelsbach zu erreichen. Der Weiler hat die Postleitzahl des benachbarten Brensbach, aber die Telefonvorwahl von Reinheim. Im Weiler befindet sich das Hundertmorgen-Stübchen, mit Restaurant (Vesperstube), Café und Biergarten, das mit lokaler und regionaler Odenwald-Versorgung aufwartet.

## Sonstiges
Mehrere Szenen des regionalen Odenwald-Krimis von Willi Schissler Drei Sünden: Tödliche Begegnungen im Gersprenztal spielen im als Stammlokal bezeichneten Hundertmorgen-Stübchen und rund um die Ansiedlung. Willi Schissler stammt aus dem benachbarten Nieder-Klingen. Der Krimi ist sein fünftes Werk und 2019 erschienen.
Der 2010 eingeweihte, ca. 22,2 km lange und anspruchsvolle Sparkassen-Jubiläumsweg S1 der Sparkasse Dieburg mit 800 Höhenmetern rund um Reinheim, Groß-Bieberau und Schloss Lichtenberg, hat seinen östlichsten Punkt in Hundertmorgen.